# Regional Airlines (Frankreich)
Regional Airlines war eine französische Fluggesellschaft mit Sitz in Nantes und Basis auf dem Flughafen Nantes. Die Fluggesellschaft entstand 1992 durch die Fusion von Air Vendée und Airlec. Am 1. April 2001 fusionierten Regional Airlines, Flandre Air und Proteus Airlines zur Régional Compagnie Aérienne Européenne.

## Ziele

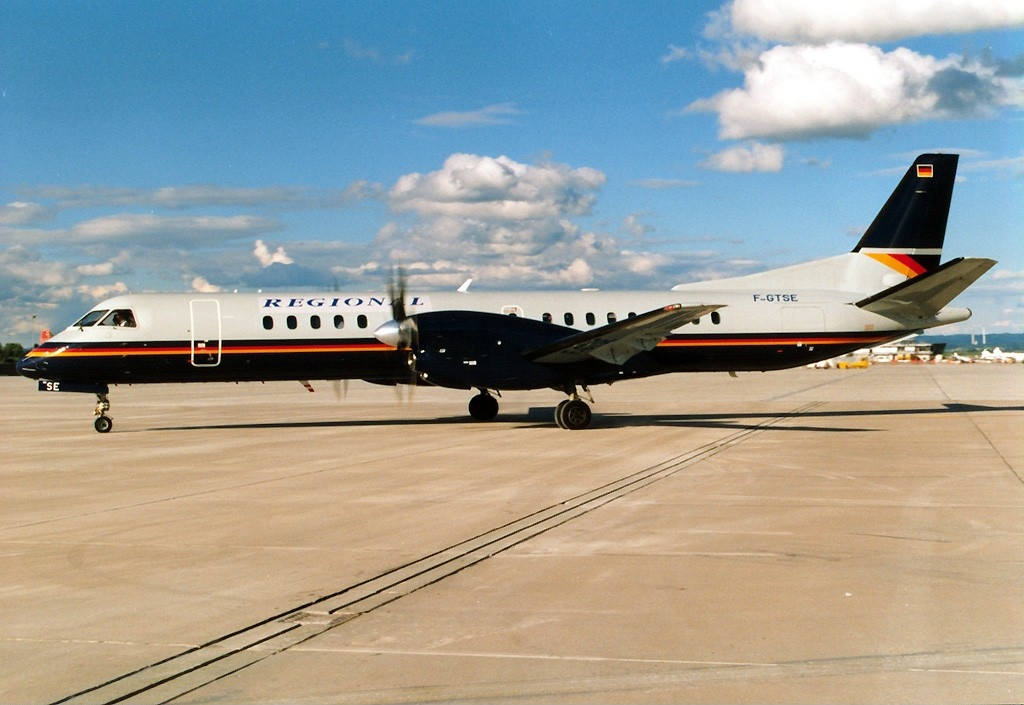
Saab 2000 der Regional Airlines

Air Regional flog etliche Städte in Frankreich, aber auch im europäischen Ausland an.

### International
Amsterdam, Barcelona, Bilbao, Kopenhagen, Genf, Lissabon, London, Madrid, Mailand, Porto, Turin

### National
Ajaccio, Angers, Angouleme, Brest, Biarritz, Bordeaux, Bourges, Clermont-Ferrand, Caen, Dijon, Basel, Le Havre, Lille, La Rochelle, Lyon, Montpellier, Marseille, Nizza, Nantes, Rennes, Straßburg, Toulon, Toulouse

## Flotte

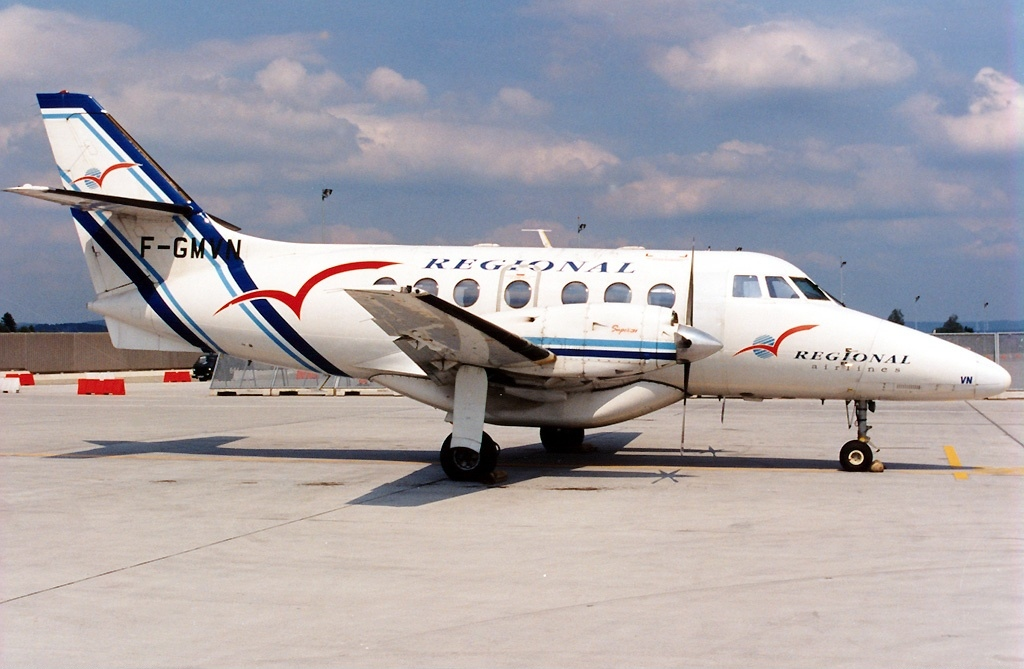
BAe Jetstream 31 der Regional Airlines

Regional Airlines betrieb unter anderem folgende Flugzeugtypen:

### Flotte bei Betriebseinstellung
- Embraer EMB 120 Brasilia
- Embraer ERJ 135ER
- Embraer ERJ 145
- Saab 2000

### Zuvor eingesetzte Flugzeuge
- BAe Jetstream 32
- Fairchild Merlin IVA
- Fairchild Metro 3
- Saab 340